# Sverige för Gud!
Sverige för Gud! är en sång med text av Thomas McKie och musik av John Pollock. Sången översattes till svenska 1910 av David Wickberg.

## Publicerad i
- Frälsningsarméns sångbok 1929 som nr 398 under rubriken "Strid och verksamhet - Maning till kamp".
- Musik till Frälsningsarméns sångbok 1930 som nr 398.
- Frälsningsarméns sångbok 1968 som nr 495 under rubriken "Strid Och Verksamhet - Kamp och seger".
- Frälsningsarméns sångbok 1990 som nr 648 under rubriken "Strid och kallelse till tjänst".